# 火星探勘者2001
火星勘测者2001（Mars Surveyor 2001）项目是一项由多个部分组成的火星探索任务，为火星勘测者98的后续计划。1998年的两艘探测器火星气候探测者号和火星极地着陆者号全部丢失后，美国国家航空航天局重新评估了其“更好、更快、更经济”的探索理念，其中尤其针对2001年的两个探测器项目进行调查。结果，该任务连同其着陆器和探测车在2000年5月被取消发射，但决定继续轨道器部分的开发。2001年4月，该轨道器以独立于火星勘测者项目的“2001火星奥德赛号”任务发射，并于2001年10月抵达火星；而在2001年被封存于洁净室，接近完工的着陆器部件最终被重用于执行“凤凰号”任务，该任务于2007年8月发射并于2008年5月成功登陆火星的。

## 航天器

### 着陆器

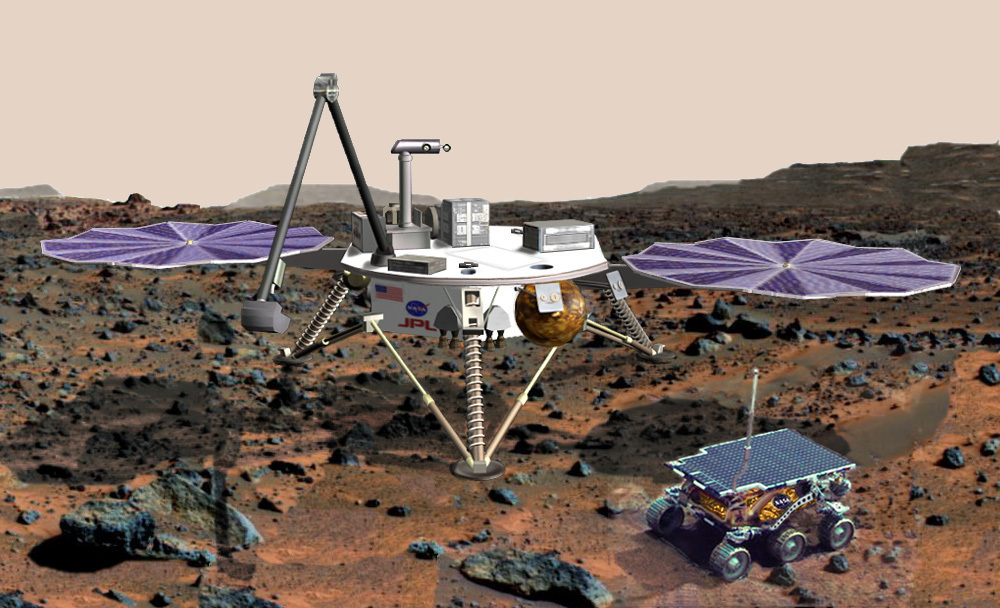
火星勘探者2001着陆器和“玛丽·居里”漫游车的艺术想象图。该着陆器的设计基于火星勘测者98着陆器，而火星极地着陆者号和漫游车的设计则基于旅居者号。

2001年勘测者着陆器由洛克希德·马丁公司与美国宇航局签订合同建造，除了太阳能电池板外，着陆器的基本设计与火星极地着陆器相同，而火星极地着陆器原本就是作为一系列发送到火星的低成本“火星勘测者”着陆器中的“首舰”。2001年的“勘测者”着陆器还打算携带一台测试设备（火星原位推进剂制造设备的前体），以演示从火星大气中制作氧气、测试太阳能电池技术和减轻大气尘埃对电源系统影响的方法。该测试设备整体外壳尺寸约40x24x25厘米，质量为8.5千克。大部分外表面都覆盖着各种类型的太阳能电池。测试设备包括五项实验：
- 火星大气采集和压缩（MAAC）：选择性地吸收和压缩火星大气层中的二氧化碳，可能会在1到3个夜晚吸收约4克二氧化碳，然后通过加热释放；
- 制氧子系统（OGS）：生产推进剂级纯氧；一台固体二氧化锆制氧机通过高温（750°C）电解二氧化碳产生氧气；
- 火星阵列技术实验（MATE）：测量火星表面光谱，并测试数种先进的太阳能光伏电池；
- 尘埃累积和排斥试验（DART）：调查火星尘埃的特性，并测试减轻尘埃沉降在太阳能电池板上的技术（如静电排斥）；
- 火星热环境与散热器特性（MTERC）：测量夜空温度，并演示散热器的高、低散热功率性能。

火星勘测者98任务失败后，火星勘测者2001着陆器的发射在2000年5月取消，这艘即将完工的探测器从2001年起被洛克希德·马丁公司封存在环境受控的洁净室中。该航天器作为政府财产，后被用于执行火星探索计划，作为“凤凰号”任务的着陆器，目前它位于火星北极地区。除了使用2001年火星勘测者着陆器外，在“凤凰号”任务中进行的三项实验最初是为火星勘测者2001着陆器制造的仪器：
- 显微、电化学和电导率分析仪（MECA）；
- 从未被启用的着陆相机（MARDI）；
- 为“凤凰号”任务进行了改装的机械臂。

### 漫游车
在任务取消前，就因成本超支和技术问题导致着陆器被重新设计，计划中的大型雅典娜漫游车被一辆名为“玛丽·居里”的小型漫游车取代，它曾是旅居者号的备用飞行件，旅居者号则是火星探路者号任务的组成部分。不过雅典娜号后来确实抵达了火星，两辆这样的探测车组成了2004年的火星探测漫游者任务，其中的第二辆“机遇号”，就降落在火星勘测者2001着陆器计划的目标地—子午线高原。

## 另请查看
- 火星探测任务列表
- 火星快车号
- 火星氧气原位资源利用实验